# Rosetta@home

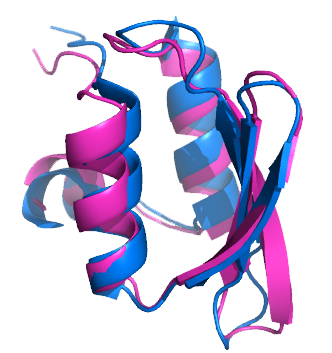
Ett exempel på hur det kan se ut när Rosetta skapat en modell för ett protein.

Rosetta@home kör på plattformen BOINC.

Rosetta@home är ett distributed computing-projekt för att förutsäga proteinstrukturer. Rosetta@home använder plattformen Berkeley Open Infrastructure for Network Computing (BOINC), som drivs av Bakerlaboratoriet vid University of Washington. Rosetta@homes mål är att förutse hur protein binder sig med andra protein och att designa nya proteiner. Detta sker med hjälp av cirka sextiotusen aktiva datorer på vilka frivilliga installerat Rosetta@home. Den genomsnittliga databehandlingen var 83 teraflops den 18 april 2014.
Foldit är ett videospel kopplat till Rosetta@home som syftar till att uppnå dessa mål med hjälp av crowdsourcing. Även om mycket av projektet är inriktat mot grundforskning, såsom att förbättra noggrannhet och robusthet i proteomikmetoder, arbetar Rosetta@home även med tillämpad forskning om malaria, Alzheimers sjukdom och andra patologier.
Rosetta@home använder, likt alla BOINC-projekt, datorkraft från volontärers datorer för att utföra beräkningar på enskilda arbetsenheter. Det stora krävande projektet delas alltså upp i mängder av mindre uppgifter som kan lösas av en enklare dator. Avslutade uppgifter skickas till en central projektserver där de valideras och assimileras i projektet databas. Projektet är plattformsoberoende, och körs på en mängd olika hårdvarukonfigurationer. Användare kan se hur den förutsedda proteinstrukturen ser ut på sin Rosetta@home-skärmsläckare.
Förutom sjukdomsrelaterad forskning, tjänar Rosetta@home-nätverket som ett ramverk för att testa nya metoder i strukturell bioinformatik. Efter att dessa nya metoder blivit tillräckligt utvecklade samt genomgått tester som visar att de är stabila på Rosetta@homes stora och varierade samling av anslutna datorer används de nya metoderna sedan i andra Rosetta-baserade applikationer, såsom RosettaDoc och Human Proteome Folding Project. Rosetta@home rankas konsekvent som en av de främsta förutsägarna av dockningar, och är en av de bästa förutsägarna för tertiärstrukturer som finns tillgängliga.

## Datorplattform
Både Rosetta@home-applikationen samt BOINC-plattformen går att använda på datorer med Microsoft Windows, Linux och Macintosh (BOINC kör även på flera andra operativsystem såsom exempelvis FreeBSD). För att delta i Rosetta@home måste datorn ha följande: en processor (CPU) med en klockcykel på minst 500 MHz; 800 megabytes ledigt hårddiskutrymme; 1 gigabyte arbetsminne; samt vara ansluten till Internet. Den 29 april 2014 uppdaterade Rosetta Mini-applikationen till version 3.50.
Arbetspaket som innehåller data om individuella proteiner distribueras från servrar på Baker lab vid University of Washington till volontärers datorer. Volontärernas datorer beräknar sedan hur det tilldelade proteinets struktur förutses vara. För att undvika att arbetet görs om flera gånger i onödan förses varje arbetspaket med ett slumpmässigt tal. Detta gör att varje förutsägelse om proteinets struktur har en unik nedslagsbana längs med proteinets energilandskap.
En viktig funktion i Rosetta@homes grafiska användargränssnitt (GUI) är en skärmsläckare som visar ett aktuellt arbetspaketets framsteg under den simulerade proteinveckningsprocessen. I den övre vänstra delen visas hur målproteinet antar olika former (anpassningar) i sitt sökande efter den lägsta energistrukturen. Avbildade omedelbart till höger är strukturen på den senast accepterade. På övre högra delen visas den lägsta energianpassningen av den nuvarande lockbetet; nedanför den sanna, eller naturliga, strukturen hos proteinet om det redan har determinerats. Tre grafer ingår i skärmsläckaren. Nära mitten finns en graf som visar den accepterade modellens fria energi, vilket varierar allt eftersom den accepterade modellen ändras. En graf längst till höger visar den accepterade modellens standardavvikelse (RMSD), och mäter hur den accepterade modellen strukturellt liknar den naturliga modellen. Till höger om det accepterade energidiagrammet och nedanför RMSD-grafen, visas en graf där resultaten från dessa två funktioner prickas in för att jämföra energi kontra RMSD, allteftersom modellen förfinas.
Likt  alla BOINC-projekt kör Rosetta@home i bakgrunden på användarens dator och använder den datorkraft som annars inte används. När datorn behöver mer resurser från processorn för andra program så frigör Rosetta@home dem så att normal datoranvändning är opåverkad. För att minimera strömförbrukningen och värmeproduktion från en dator som körs oavbrutet, är det möjligt att specificera den högsta procentandel av CPU-resurser som Rosetta@home kan använda. Även de tider på dagen då Rosetta@home aktivt använder datorn kan justeras, tillsammans med många andra valmöjligheter. Detta görs i användarens kontoinställningar.
Den ursprungliga versionen av Rosetta, den programvara som körs på Rosetta@homes nätverk, skrevs i Fortran men skrevs sedan om i C++ för att möjliggöra enklare utveckling. Den nya versionen är objektorienterad, och släpptes den 8 februari 2008. Utveckling av koden till Rosetta görs av Rosetta Commons. Programvaran är fritt licensierad för den akademiska världen och tillgänglig för läkemedelsföretag mot en avgift.

## Projektets betydelse
Med mångfaldigande av sekvenseringsprojekt för genom för eukaryoter kan forskare beteckna aminosyrasekvensen, eller den primära strukturen, för många proteiner som utför funktioner i cellen. För att bättre förstå ett proteins funktion och för att hjälpa till vid rationell läkemedelsdesign, behöver forskare känna till proteinets tredimensionella tertiära struktur.
3D-strukturer för protein bestäms experimentellt genom röntgenkristallografi eller kärnmagnetisk resonans-spektroskopi. Processen är långsam (det kan ta veckor eller månader att lista ut hur man kristalliserar ett protein för första gången) och har en hög kostnad (ca $100 000 USD per protein).
Den hastighet med vilken nya sekvenser upptäcks är långt högre än hastigheten för att strukturbestämma dem - av de fler än 7 400 000 proteinsekvenser som finns i National Center for Biotechnology Informations proteindatabas har färre än 52 000 3D-strukturer för proteiner lösts och deponeras i Protein Data Bank, det centrala förvaret för strukturell information om proteiner. Ett av de centrala målen för Rosetta@home är att förutsäga proteinstrukturer med samma noggrannhet som befintliga metoder, men på ett sätt som kräver betydligt mindre tid och pengar. Rosetta@home utvecklar också metoder för att bestämma strukturen och dockning av membranprotein s (t.ex. GPCR), 
vilka är exceptionellt svåra att analysera med traditionella tekniker som röntgenkristallografi och NMR-spektroskopi, men vilka utgör majoriteten av målen för moderna läkemedel.
Framsteg i hur proteinstruktur kan förutsägas utvärderas två gånger per år genom CASP-experimentet, där forskare från hela världen försöker att härleda ett proteins struktur från proteinets aminosyrasekvens. De som får höga poäng anses vara de som de facto är fanbärarna för vad som är toppmodern proteinstrukturförutsägelse. Rosetta-programmet, vilket Rosetta@home är baserat på, har använts sedan CASP5 år 2002. Under CASP6-experimentet år 2004 blev Rosetta historiskt genom att vara först med att producera en upplösning på nära atomnivå, med den första proteinstrukturförutsägelsen i den inlämnade modellen för CASP-målet T0281.